# Bukovlje (Słowenia)
Bukovlje – wieś w Słowenii, w gminie Zreče. 1 stycznia 2018 liczyła 213 mieszkańców.